# Bert Lance

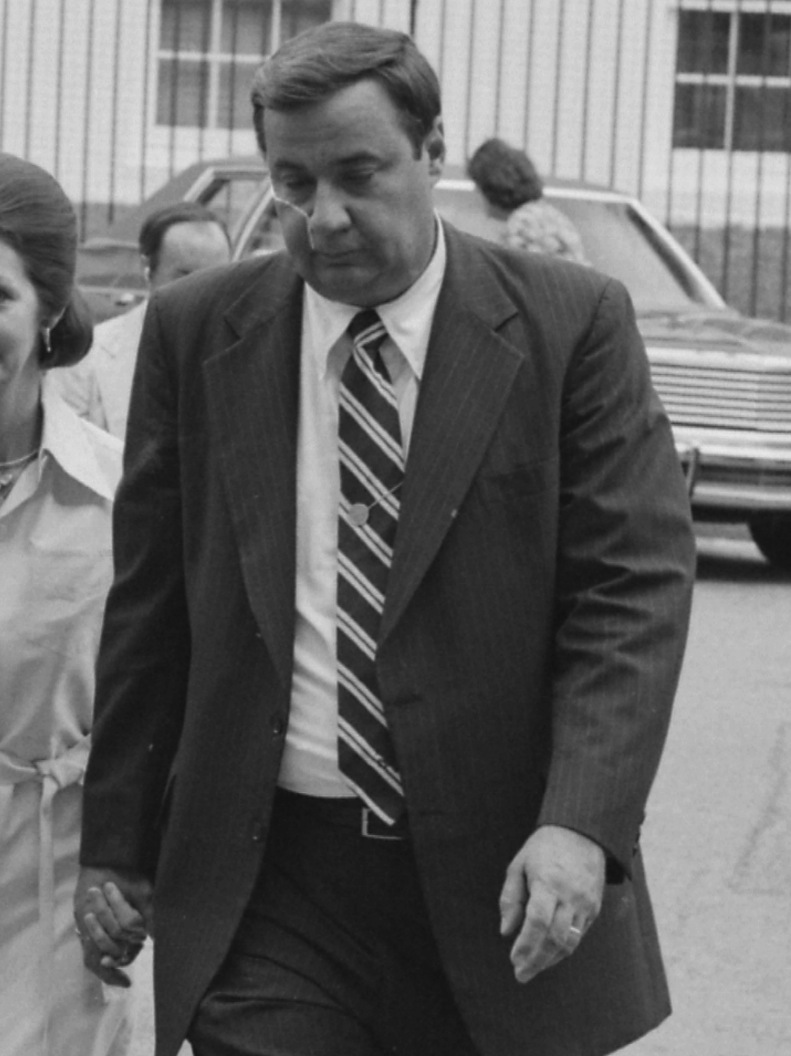
Bert Lance (1977)

Thomas Bertram „Bert“ Lance (* 3. Juni 1931 in Gainesville, Georgia; † 15. August 2013) war ein US-amerikanischer Bankmanager und Politiker der Demokratischen Partei, der 1977 nach nur achtmonatiger Amtszeit als Direktor des Office of Management and Budget (OMB) aufgrund von Vorwürfen während seiner früheren Tätigkeit als Bankmanager zurücktreten musste.

## Leben
Lance, ein Sohn des Universitätspräsidenten Thomas Jackson Lance, studierte nach dem Besuch der High School von Calhoun an der University of Georgia und erwarb dort 1951 einen Bachelor of Arts. Anschließend absolvierte er ein weiteres Studium an der Louisiana State University sowie an der Rutgers University. Während dieser Zeit wurde er auch Mitglied der Studentenverbindung Sigma Chi. Anschließend trat er nach seiner Eheschließung mit LaBelle David als einfacher Büroangestellter in die deren Familie gehörenden Calhoun First National Bank ein und stieg dort letztendlich zum Vorstandsvorsitzenden auf. Mitte der 1960er-Jahre lernte er den damaligen demokratischen Senator von Georgia, Jimmy Carter, kennen, mit dem er persönliche Freundschaft schloss.
Nachdem Carter 1971 Gouverneur von Georgia geworden war, berief dieser ihn zum Verkehrsminister (Commissioner of the Department of Transportation) des Bundesstaates und behielt dieses Amt bis 1973. Danach war er von 1974 bis 1976 Präsident der National Bank of Georgia. Nach Carters Wahl zum US-Präsidenten ernannte ihn dieser am 21. Januar 1977 zum Direktor des Office of Management and Budget. Dies führte dazu, dass die Presse seine Aktivitäten während seiner Zeit in der Calhoun First National Bank und dortige Korruption und Missmanagement untersuchte. Nach Monaten der Behauptungen trat er schließlich am 23. September 1977 zurück, um Schaden von der Carter-Regierung abzuwenden. Bei einem anschließenden Gerichtsverfahren vor einem Geschworenengericht (Jury) wurde er jedoch von jeder Art Fehlverhalten freigesprochen. Gleichwohl erhielt William Safire 1978 für seine Kommentare über die sogenannte „Bert-Lance-Affäre“ den Pulitzer-Preis für Kommentare.
1981 kehrte er als Vorstandsvorsitzender des Board of Directors der Calhoun First National Bank zurück und behielt dieses Amt bis 1986. Während dieser Zeit war er außerdem von September 1982 bis Juli 1985 Vorsitzender der Demokratischen Partei von Georgia. Darüber hinaus engagierte sich Lance zeitweise als Trustee des Reinhardt College in Georgia sowie bei der American Cancer Society (ACS).
In seiner Funktion als Vorsitzender der Calhoun First National Bank geriet er später erneut in Untersuchungen um die Bank of Credit and Commerce International, die 1991 in den Mittelpunkt des bisher größten internationalen Finanzskandals, der als „Der größte Betrug in der Geschichte der Menschheit“ und als der „Über-20-Milliarden-Raub“ bezeichnet wurde. Die Ermittlungen ergaben, dass Lance im Januar 1978 einen Kredit in Höhe von 2,4 Millionen US-Dollar von der BCCI erhielt und am Tag darauf seine Anteile an der National Bank of Georgia an Ghaith Phararon, einen Vertrauten des pakistanischen Bankier Agha Hasan Abedi, verkaufte, der 1972 die BCCI gegründet hatte. Darüber hinaus soll er durch den Zusammenbruch der BCCI ein Millionenvermögen erworben haben.